# Амахоро (стадион)
Амахоро (руанда , фр. и англ. Stade Amahoro) — футбольный стадион в Кигали, главный стадион Руанды,  является домашней ареной клуба АПР и национальной сборной страны. Открыт в 1986 году, вмещает 45508 зрителей.

## История

### Строительство
Стадион «Амахоро» был заложен в марте 1984 года, в 1986 году произошло его открытие. Целью было возвести главную арену страны для проведения футбольных матчей и других массовых мероприятий в Руанде. 

### Геноцид
В период геноцида стадион «Амахоро» приобрёл трагическое значение. Он стал одним из немногих мест в Кигали, где ООН укрывало людей.

## Современность
Сегодня стадион «Амахоро» используется для проведения футбольных матчей, лёгкой атлетики, культурных и общественных мероприятий. Он является домашней ареной для национальной футбольной сборной Руанды и местом проведения различных национальных и международных соревнований.

## Реконструкции
Впервые стадион начали реконструировать в 2011 году. Закончили в 2016 году. 

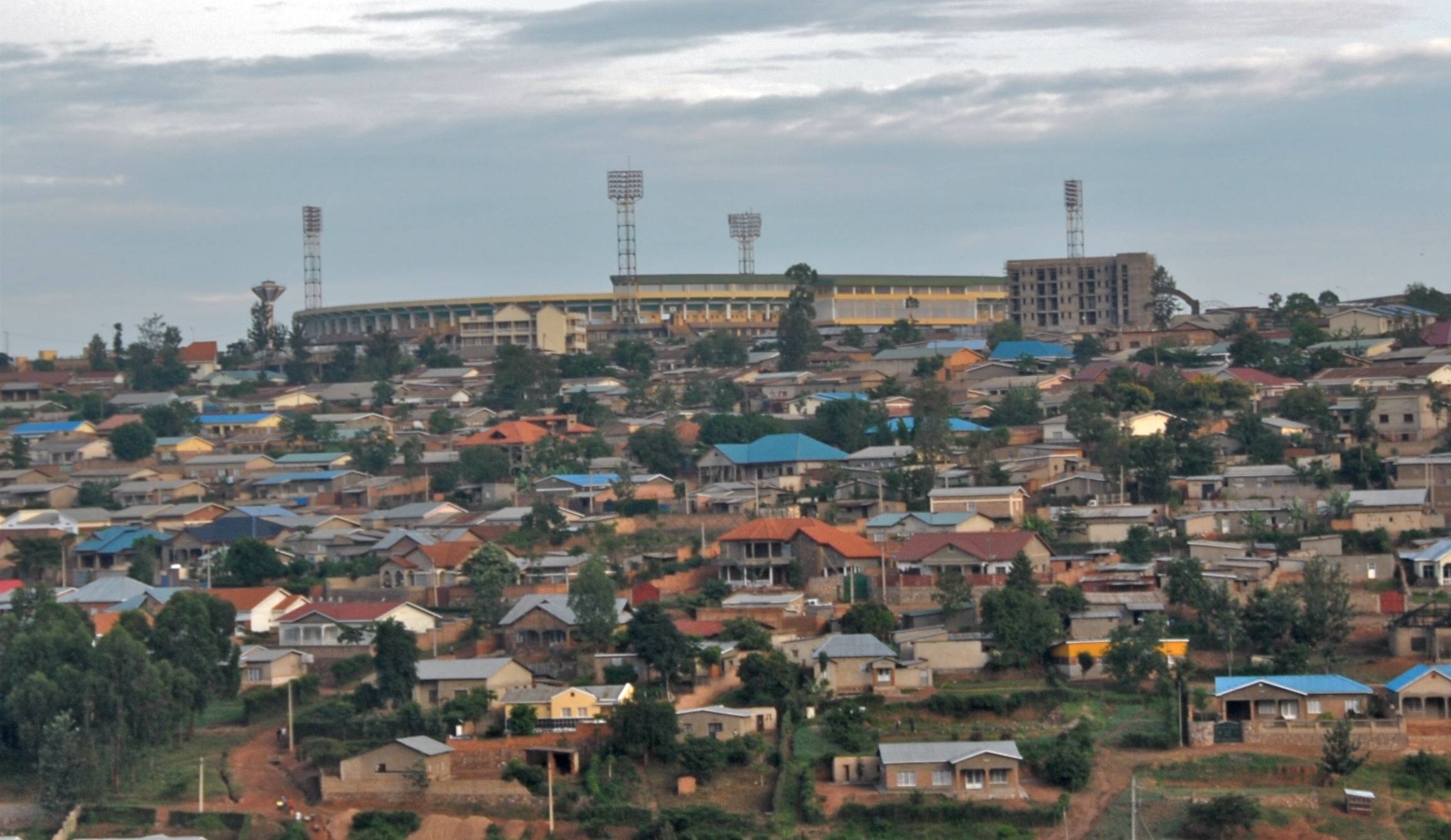
Вид на стадион, 2007 год

В 2022 началась вторая реконструкция. Вместимость увеличилась с 25  до 45 тысяч человек. Общая стоимость реконструкции составляет 165 миллионов долларов США.

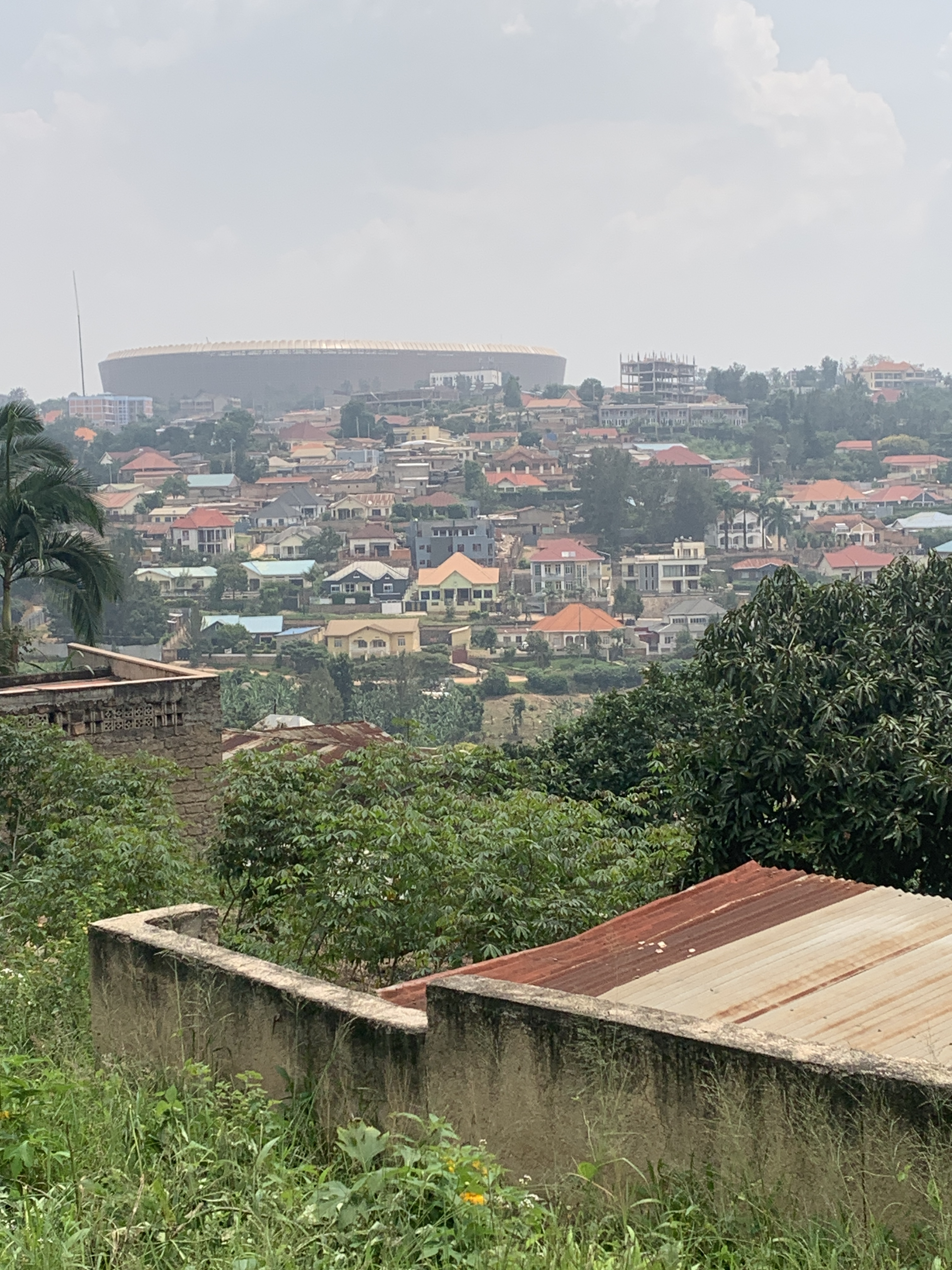
Вид на стадион, 2024 год